# Göteborgs Automobil-Omnibuss
Göteborgs Automobil-Omnibuss AB, grundat 1907 var Göteborgs första bussbolag. Deras tre första bussar, som trafikerade sträckan Kungstorget och Lundby hade motorer på 24 hästar och kunde köra i 10 kilometer i timmen. Varje buss kunde ta 22 passagerare, varav 12 sittande på resårstoppade bänkar. Bara efter några månader var företaget tvungen att dra in bussarna för att göra dem mer bekväma och driftsdugliga genom att förse dem med gummidäck. Sträckan återinvigdes 3 oktober 1908 med att stadsfullmäktiges ledamöter åkte med bolagets bussar till invigningen av Keillers park. Linjen var indelad i sex zoner, och varje zon kostade 5 öre. Bussbolaget var tvungen att betala 15 öre för varje buss som passerade Hisingsbron.